# Bythiospeum geyeri
Bythiospeum geyeri is een slakkensoort uit de familie van de Hydrobiidae. De wetenschappelijke naam van de soort is voor het eerst geldig gepubliceerd in 1925 door Fuchs.